# Носс, Сергей Игнатьевич
Сергей Игнатьевич Носс (бел. Сяргей Ігнатавіч Носс; 29 января (11 февраля) 1898 — 8 марта 1958; Люблин, Царство Польское, Российская империя) — генерал-майор ВС СССР, бригадный генерал Народного Войска Польского.

## Биография
Родился в белорусской семье. Окончил 4 семестра православной духовной семинарии в Хелме, после чего был осенью 1915 года призван в Русскую императорскую армию. Командовал взводом (1916) и ротой. Дважды ранен (20 сентября 1916, 16 января 1917). С 1 апреля 1918 года — красноармеец РККА, заместитель командира полка с мая 1919 года, заместитель командира роты с ноября 1919 года. Участник Гражданской войны в России.
В межвоенные годы — преподаватель тактики в офицерской школе, с сентября 1938 по апрель 1939 года в резерве в связи с кадровыми чистками и репрессиями против командного состава РККА. С января 1940 года — заместитель командира учебного батальона в офицерском училище в Тюмени. Окончил в том же году Военную академию им. М. В. Фрунзе.
С декабря 1941 года сражался на Западном фронте в составе 1-й стрелковой дивизии (63-я армия). Позже нёс службу в 58-й гвардейской стрелковой дивизии (1-я гвардейская армия) и 161-й стрелковой дивизии в звании полковника. 28 февраля 1943 года был тяжело ранен, на лечении до ноября 1943 года. Начальник штаба 49-го стрелкового корпуса.
25 августа 1944 года направлен на службу в Войско Польское, где был начальником оперативного отдела 2-й армии Войска Польского. С 10 октября 1945 года — начальник штаба командования 3-го Познанского военного округа, в декабре 1945 года по решению Президиума Государственного народного совета ПНР произведён в генералы бригады. С мая 1947 года руководитель курса учебного отделения Академии Генерального штаба Войска Польского в Рембертуве. В марте 1948 года вернулся в СССР.
Умер 8 марта 1958 года в Ташкенте, похоронен на Боткинском кладбище.

## Награды
- Орден Ленина (1945)
- Орден Красного Знамени: трижды, в том числе
  - 2 декабря 1942[2]
  - 23 апреля 1943[3]
- Орден Отечественной войны I степени (1945)[4]
- Орден Креста Грюнвальда III степени (1945)
- Золотой крест Заслуги (1946)